# El inglés de los güesos
 El inglés de los güesos es una película argentina en blanco y negro estrenada el 4 de septiembre de 1940, dirigida por Carlos Hugo Christensen según su propio guion escrito sobre la novela homónima de Benito Lynch. Protagonizada por Arturo García Buhr, Anita Jordán y Pedro Maratea, es la primera película dirigida por Christensen. Una versión televisiva se realizó en 1975 dirigida por Carlos Berterreix y protagonizada por Ernesto Bianco con Ana Maria Picchio y Luis Politti 

## Sinopsis
Una campesina se enamora de un profesor inglés que llegó al país para estudiar fósiles, pero debe regresar a su tierra.

## Reparto
Participaron del filme los siguientes intérpretes:
- Arturo García Buhr
- Anita Jordán
- Pedro Maratea
- Elisardo Santalla
- Raimundo Pastore
- Tito Alonso
- Aurelia Ferrer
- Herminia Mancini
- Alfredo Jordán
- Ñata, la perra
- Rubén Darío Basiles

## Comentario
La crónica de La Nación expresó: "La escueta intriga ha sido bien aprovechada. [...] Conserva la adaptación la extraordinaria sugestión de paisaje y proceso dramático". En tanto que Manrupe y Portela opinan:

"A pesar de la extrema lentitud de la acción y un libro pobre, logra mantener el interés sobre todo gracias a las buenas actuaciones. Algunas inquietudes de encuadre y montaje preanuncian el posterior estilo del director".